# Marlon Balanta
Marlon Adilson Balanta Viveros (Cali, Valle del Cauca; 2 de julio de 2008) es un futbolista colombiano. Juega de extremo y actualmente milita en Santa Fe de la Categoría Primera A colombiana. 

## Clubes
| Club     | País     | Año             | Partidos | Goles |
| -------- | -------- | --------------- | -------- | ----- |
| Santa Fe | Colombia | 2025 - Presente | 5        | 0     |

## Palmarés

### Campeonatos nacionales
| Título          | Club                   | País     | Año  |
| --------------- | ---------------------- | -------- | ---- |
| Torneo Apertura | Independiente Santa Fe | Colombia | 2025 |